# 波蘭的俄羅斯人
波蘭的俄羅斯人，根據波蘭2011年人口普查，有110000人。
在過去波蘭立陶宛、瓜分波蘭、波蘭第二共和國時代有超過100000俄羅斯人生活在波蘭邊疆。波蘭戰後改變邊界和強迫安置第二次世界大戰後急劇減少這個數字。
他們的信仰是東正教。